# Tom Odell
Thomas Peter Odell (ur. 24 listopada 1990 w Chichesterze) – brytyjski muzyk, piosenkarz i tekściarz.
Zadebiutował na rynku fonograficznym w 2012 minialbumem pt. Songs from Another Love, za który otrzymał BRITs Critics’ Choice Award. Przed premierą swojej pierwszej pełnowymiarowej płyty zagrał jako support podczas koncertu The Rolling Stones w Londynie, co pozwoliło mu zdobyć znacznie większą popularność. W kolejnych latach wydał sześć albumów studyjnych: Long Way Down (2013), Wrong Crowd (2016), Jubilee Road (2018), Monsters (2021), Best Day of My Life (2022) i Black Friday (2024).

## Życiorys
Urodził się w Chichester w West Sussex, jest synem pilota i nauczycielki w szkole podstawowej. Ma starszą siostrę. Część dzieciństwa spędził w Nowej Zelandii, gdzie pracował jego ojciec. Kształcił się w Seaford College. Uczył się gry na fortepianie aż do ukończenia szkoły. W wieku osiemnastu lat porzucił plany uczęszczania na University of York na rzecz uczelni muzycznej w Liverpoolu. Gdy te wysiłki okazały się nieskuteczne, przeniósł się do Brighton, aby zdobyć doświadczenie muzyczne.
Zaczął grywać w klubach nocnych. Po roku został zwolniony ze stanowiska barmana i wrócił do Chichester. Regularnie wyjeżdżał do Londynu, aby grać koncerty i reklamować się w szkołach muzycznych. Następnie przeniósł się do Londynu, aby grać ze swoim zespołem Tom and the Tides. Później postanowił rozpocząć solową karierę. Studiował na Brighton Institute of Modern Music, po czym podpisał kontrakt z wytwórnią Columbia Records.
W październiku 2023 roku poślubił modelkę Georgie Somerville. 

## Dyskografia
Albumy studyjne
| Long Way Down              | - Data wydania: 23 kwietnia 2013 - Wytwórnia: Columbia Records     | 1 | 31 | 60 | 39 | 17 | 1  | 48 | 2  | - UK: platynowa płyta - POL: platynowa płyta |
| Wrong Crowd                | - Data wydania: 10 czerwca 2016 - Wytwórnia: RCA Records           | 1 | 15 | 89 | –  | 16 | 9  | 35 | 2  |                                              |
| Jubilee Road               | - Data wydania: 26 października 2018 - Wytwórnia: Columbia Records | 5 | 44 | –  | –  | 66 | 30 | 53 | 20 |                                              |
| Monsters                   | - Data wydania: 9 lipca 2021 - Wytwórnia: Columbia Records         | 4 | –  | –  | –  | –  | –  | –  | 43 |                                              |
| Best Day of My Life        | - Data wydania: 28 października 2022 - Wytwórnia: UROK Records     | 7 | –  | –  | –  | –  | –  | –  | 29 |                                              |
| Black Friday               | - Data wydania: 26 stycznia 2024 - Wytwórnia: UROK Records         | 5 | –  | –  | –  | 32 | 9  | –  | 20 |                                              |
| „–” album nie był notowany |                                                                    |   |    |    |    |    |    |    |    |                                              |

Minialbumy
| Tytuł                              | Dane dot. albumu                                                        |
| ---------------------------------- | ----------------------------------------------------------------------- |
| Songs from Another Love            | - Data wydania: 19 listopada 2012 - Wytwórnia: Columbia, In the Name Of |
| The Another Love EP                | - Data wydania: 14 czerwca 2013 - Wytwórnia: Columbia, In the Name Of   |
| Spending All My Christmas with You | - Data wydania: 9 grudnia 2016 - Wytwórnia: Columbia, In the Name Of    |

Single
| „Another Love”               | 2012 | 10 | 23 | 11 | 2 | 6  | 11  | - UK: platynowa płyta - BEL: platynowa płyta - GER: platynowa płyta - SWI: platynowa płyta - AUT: złota płyta | Long Way Down                      |
| „Can’t Pretend”              | 2013 | 67 | –  | –  | – | –  | 200 | | Long Way Down                      |
| „Hold Me”                    | 2013 | 44 | –  | –  | – | –  | –   | | Long Way Down                      |
| „Grow Old with Me”           | 2013 | 46 | –  | –  | – | –  | –   | | Long Way Down                      |
| „I Know”                     | 2013 | 92 | –  | –  | – | –  | –   | | Long Way Down                      |
| „Real Love”                  | 2014 | 7  | –  | –  | – | 83 | –   | - UK: srebrna płyta                                                                                           | Spending All My Christmas With You |
| „Wrong Crowd”                | 2016 | –  | –  | –  | – | –  | –   | | Wrong Crowd                        |
| „Magnetised”                 | 2016 | 40 | 73 | –  | – | –  | 157 | - UK: srebrna płyta                                                                                           | Wrong Crowd                        |
| „Here I Am”                  | 2016 | –  | –  | –  | – | –  | –   | | Wrong Crowd                        |
| „True Colours”               | 2016 | –  | –  | –  | – | –  | –   | | –                                  |
| „Silhouette”                 | 2016 | –  | –  | –  | – | –  | –   | | Wrong Crowd                        |
| „Jealousy”                   | 2017 | –  | –  | –  | – | –  | –   | | Wrong Crowd                        |
| „If You Wanna Love Somebody” | 2018 | –  | –  | –  | – | –  | –   | | Jubilee Road                       |
| „Numb”                       | 2021 | -  | -  | -  | - | -  | -   | | -                                  |
| „–” singel nie był notowany. |      |    |    |    |   |    |     | |                                    |

## Nagrody i nominacje
| Rok  | Organizacja         | Nagroda                  | Rezultat  |
| ---- | ------------------- | ------------------------ | --------- |
| 2013 | MTV                 | Brand New For 2013       | Nominacja |
| 2013 | BRIT Awards         | Critics’ Choice          | Wygrana   |
| 2013 | BBC                 | Sound of 2013            | Nominacja |
| 2014 | BRIT Awards         | British Male Solo Artist | Nominacja |
| 2014 | BRIT Awards         | British Breakthrough Act | Nominacja |
| 2014 | Ivor Novello Awards | Songwriter of the Year   | Wygrana   |